# 유진섭
유진섭(兪鎭燮, 1966년 9월 17일~)은 대한민국의 정치인이다. 제8대 전라북도 정읍시장이다. 현재 더불어민주당 소속이다. 본관은 기계 유씨다.

## 생애
1966년 9월 17일, 전라북도 정읍군 정주읍(현 전라북도 정읍시)에서 태어났다.정읍동초등학교를 졸업하고 배영중학교를 졸업하고 정읍고등학교 졸업하고 (16회)한국방송통신대학교 행정학과를 졸업해 학사과정을 획득하고, 전남대학교 행정대학원 행정학과를 졸업하고 석사학사를 획득했다. 
2006년, 정계에 입문해 곧바로 열린우리당에 입당했다. 제4회 전국동시지방선거에 정읍시의회 의원(마 선거구)에 출마해 당선되었다. 2010년 제5회 전국동시지방선거에도 같은 선거구에 출마해 재선에 성공했다. 2014년 제6회 전국동시지방선거에도 같은 선거구에 출마해 3선에 성공했다.
제8회 전국동시지방선거에서 더불어민주당 후보 정읍시장에 출마하여 당선되었다.
2022년, 제8회 전국동시지방선거에 재선에 도전했으나 민주당 공천에서 컷오프되었다.

## 역대 선거 결과
|  | 24.17% |

|  | 25.40% |

|  | 36.36% |

|  | 40.86% |

| 전임 김생기 (권한대행)김용만 | 제8대 전라북도 정읍시장(민선) 2018년 7월 1일 ~ 2022년 6월 30일 | 후임 이학수 |